# Gymnothorax vagrans
Gymnothorax vagrans är en fiskart som först beskrevs av Seale, 1917.  Gymnothorax vagrans ingår i släktet Gymnothorax och familjen Muraenidae. Inga underarter finns listade i Catalogue of Life.